# 阿瑟港 (塔斯马尼亚州)

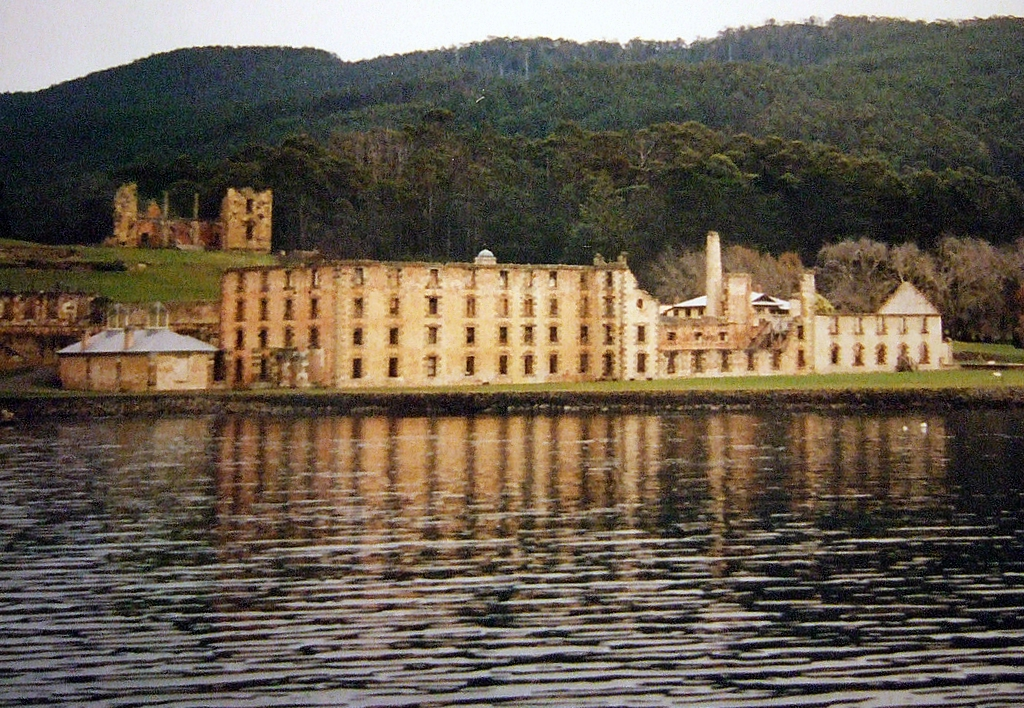
原塔斯曼尼亚惩教中心大楼

43°09′S 147°51′E / 43.150°S 147.850°E
阿瑟港，或亚瑟港，是澳大利亚塔斯曼尼亚州的一个小镇，位於塔斯曼尼亚州首府霍巴特东南约40公里的一个半岛上。该半岛历史悠久，有优美的海岸线，半岛上接近一百平方公里生长着浓密的灌木林，因此十分受度假休闲人士所喜爱。

## 交通
从州府霍巴特，除了通过公路到达亚瑟港以外，还可以通过每天二班渡船到达。

## 户外活动

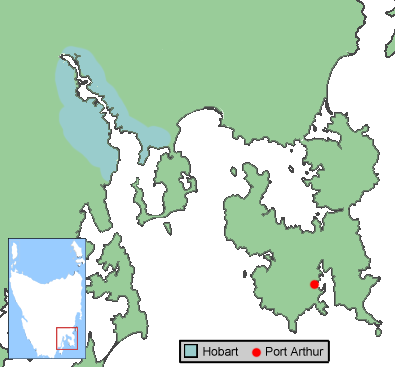
亞瑟港地理位置示意图

- 高尔夫球
- 丛林徒步行
- 钓鱼
- 滑水
- 水上飞机

## 历史
亚瑟港历史上此处曾作为关押犯人的场所，是整个澳洲19世纪初期黑暗历史的一部分。

### 黑暗的历史

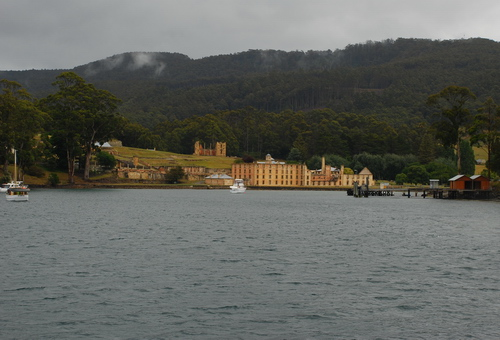
塔斯曼尼亚的亚瑟港雨中。

自从范迪门斯地（塔斯曼尼亚州旧称）被发现后，少校长官乔治·亚瑟（George Arthur）便被派到霍巴特附近的此处，所以命名为“亚瑟港”。1830年最初时亚瑟港是个伐木场，在1833年－1850年左右，这里成为了英国和爱尔兰判刑最重的囚犯的关押所。之所以选中亚瑟港关押，是因为三面环水有鲨鱼，唯一的大陆和亚瑟港交通要道是北部的“鹰脖”隘口（Eaglehawk Isthmus）僅30米寬，曾有士兵、人造陷阱及飢餓的狗把守。
然而再危险狱还是有人越，比如马丁·开司（Martin Cash）就曾经和两个同伴成功越狱。但是更多时候还是倒霉蛋比较多，比如在澳洲史上作为笑话讲的有一个囚徒“比利”，全名威廉·杭特（William "Billy" Hunt），逃出监狱后，搞了张动物皮伪装成袋鼠蹦蹦跳跳想瞒天过海越过警卫线，谁知当时的看守食物不足，看到一只袋鼠跑过来也信以为真，举枪瞄准想搞点野味，把这个倒霉蛋吓得屁滚尿流，掀开伪装举手投降。

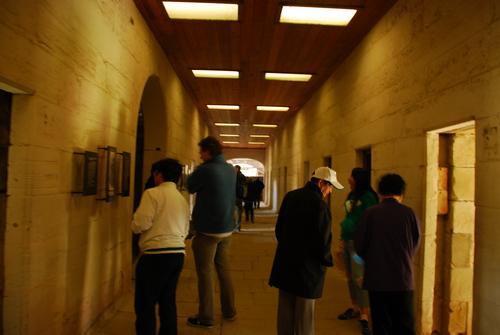
塔斯曼尼亚亚瑟港单间牢房

亚瑟港监狱还有一座少年监狱。一些少年因为偷窃玩具就被送到这里，承担繁重的体力劳动。与世界上几个非常闻名的劳改营一样，亚瑟港劳改营无论在英国还是在澳大利亚都是黑暗、野蛮和可怕的代名词。最可怕的惩罚大概就是无法逃脱，因为亚瑟港独特的地理环境。所以这样的心理战也使得很多囚犯实在受不了而故意谋杀其他犯人以求一死。所有的尸体都被船送到亚瑟港外面的一个被称为“死亡岛”（The Island of the Dead）的小岛上。一共有1646个坟墓在此被发现，但只有180个看守和军人的坟墓被标上名字。
在1877年，这所监狱因为种种原因关闭，剩余的人都迁往霍巴特，从此隐姓埋名，不愿意跟亚瑟港扯上任何的关系。1895年和1897年的两场大火席卷了整个地区，摧毁了剩余建筑。随后土地则被公开发售，一座新的城镇“新城”（New Town）则被建立起来。

### 光明的历史

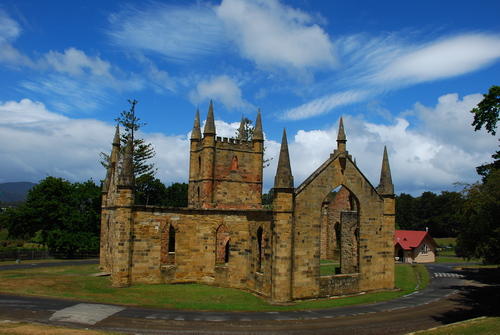
塔斯曼尼亚亚瑟港被焚毁的教堂

从亚瑟港被出售后，澳洲政府于1979年接手了此地并着手开发成旅游景点。1987年此地由塔斯曼尼亚政府财政支持的亚瑟港历史管理局接管。如今，越来越多的游客每年都来到此地参观留念。

### 亚瑟港大屠杀
1996年4月28日，亚瑟港发生澳洲历史上最惨痛的“亚瑟港大屠杀”，一共35名游客被手持AR15自动步枪的枪手马丁·布莱恩特（Martin Bryant）杀害，37人重伤。此惨案震动了整个澳洲社会，并在全国引发了一系列禁枪法令的颁布。